# Borda (cráter)

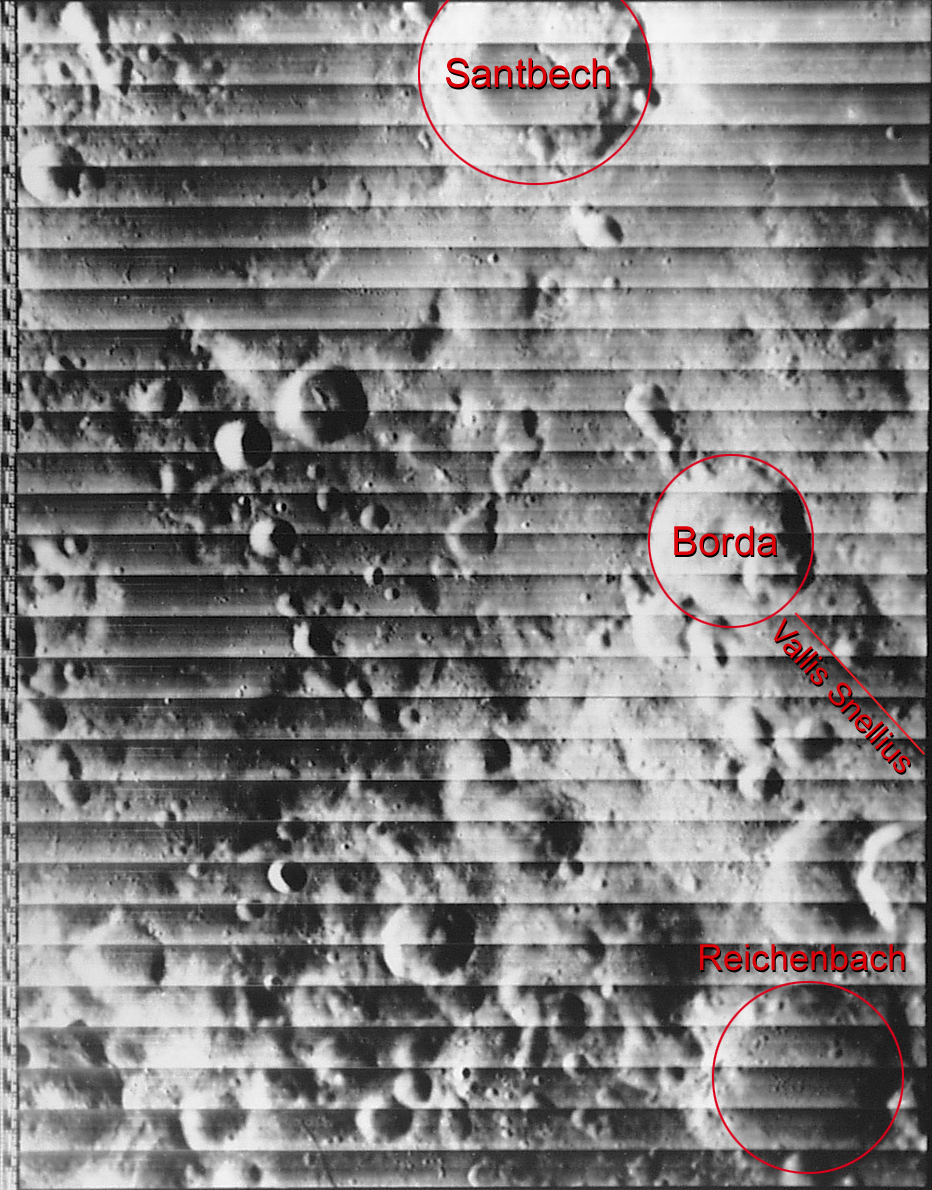
Entorno de Borda

Borda es un cráter lunar que se encuentra situado entre Santbech al norte-noroeste y Reichenbach ligeramente más alejado, al sursureste.

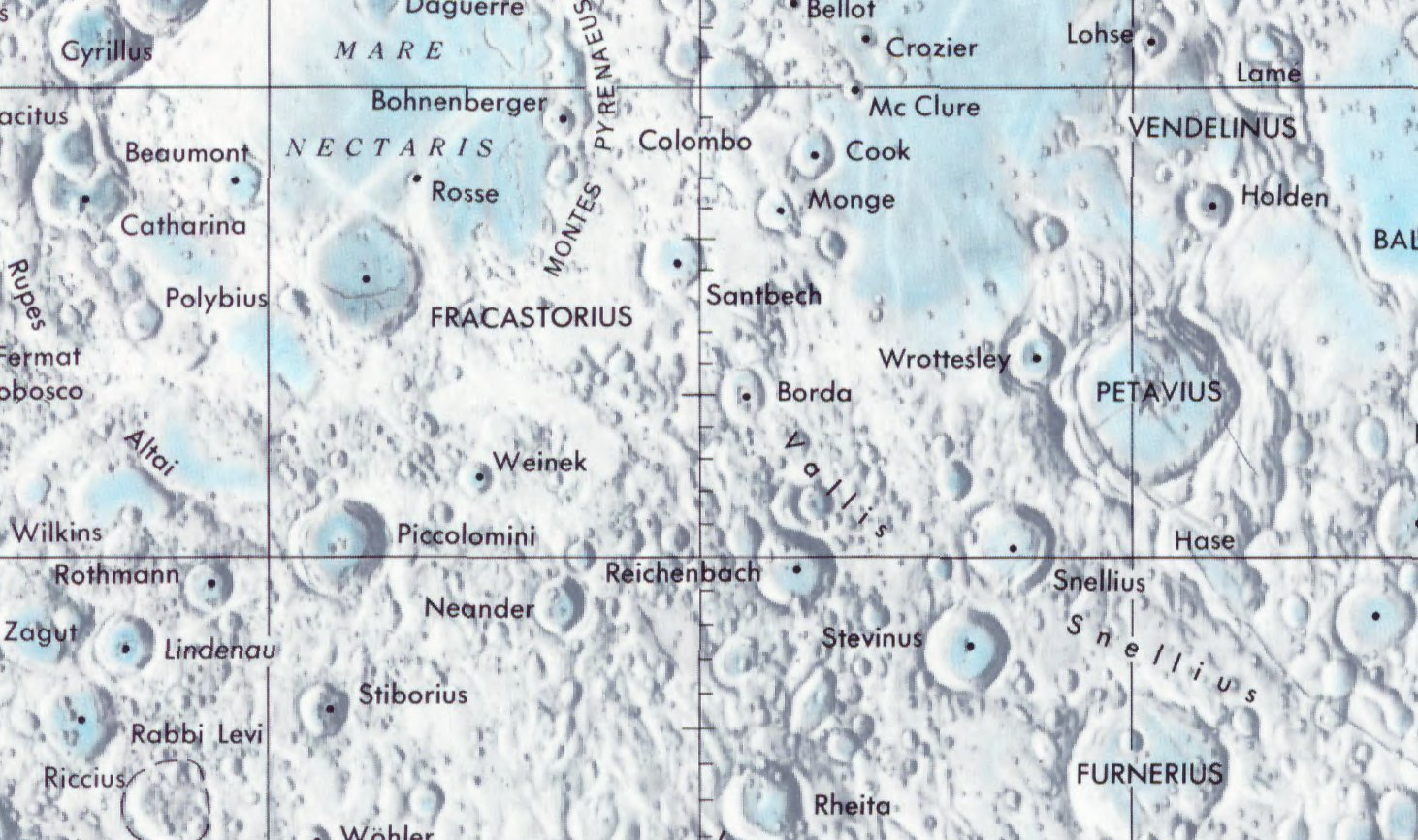
Localización de Borda (centro de la imagen)

Tiene un brocal bajo interrumpido en su lado sureste por un cráter más pequeño, y por otro cráter también pequeño a lo largo de su lado suroeste. Así mismo,  existe una hendidura irregular a lo largo de su cara noroeste. Hay una cumbre en el punto central de su plataforma.

## Cráteres satélite
Por convención estos elementos se identifican en los mapas lunares mediante una letra rotulada en el centro del cráter.

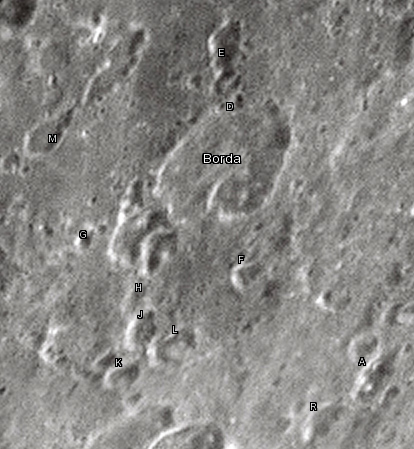
Cráteres satélite

| Borda | Coordenadas                     | Diámetro |
| ----- | ------------------------------- | -------- |
| A     | 26°52′S 50°48′E / -26.87, 50.8  | 18,4 km  |
| D     | 24°34′S 46°07′E / -24.57, 46.12 | 5,4 km   |
| E     | 24°01′S 45°29′E / -24.01, 45.48 | 11,9 km  |
| F     | 26°11′S 47°53′E / -26.19, 47.89 | 10,0 km  |
| G     | 26°19′S 45°19′E / -26.31, 45.31 | 6,5 km   |
| H     | 26°44′S 46°35′E / -26.74, 46.59 | 10,8 km  |
| J     | 27°01′S 46°58′E / -27.02, 46.97 | 15,0 km  |
| K     | 27°32′S 47°08′E / -27.54, 47.14 | 12,3 km  |
| L     | 27°04′S 47°38′E / -27.06, 47.63 | 12,7 km  |
| M     | 25°26′S 43°55′E / -25.43, 43.91 | 13,9 km  |
| R     | 27°26′S 50°32′E / -27.43, 50.53 | 14,4 km  |